# Marcel Valk (voetballer, 1966)
Marcel Valk (7 februari 1966) is een Nederlands voormalig voetballer. Hij stond onder contract bij FC Zwolle. Hij speelde als verdediger.

## Statistieken
| Seizoen | Club      | Land      | Competitie     | Wed. | Goals |
| ------- | --------- | --------- | -------------- | ---- | ----- |
| 1990/91 | FC Zwolle | Nederland | Eerste divisie | 1    | 1     |
| 1991/92 | FC Zwolle | Nederland | Eerste divisie | 4    | 0     |
| Totaal  | Totaal    | Totaal    | Totaal         | 5    | 1     |